# Oleg Stepko
Oleg Sergeevič Stepko (in ucraino Олег Сергійович Степко?, Oleh Serhijovič Stepko, in russo Олег Сергеевич Степко?; Zaporižžja, 25 marzo 1994) è un ginnasta russo, dal 2014 al 2018 azero e prima del 2014 ucraino.

## Palmarès

### Mondiali
- 1 medaglia[1]:
  - 1 bronzo (Glasgow 2015 nelle parallele simmetriche)

### Europei
- 1 medaglia[2]:
  - 1 oro (Mosca 2013 nelle parallele simmetriche)

### Giochi europei
- 5 medaglie[1]:
  - 1 oro (Baku 2015 nelle parallele simmetriche)
  - 2 argenti (Baku 2015 nell'all-around; Baku 2015 nel cavallo con maniglie)
  - 2 bronzi (Baku 2015 a squadre; Baku 2015 nel volteggio)

### Universiadi
- 2 medaglie[2]:
  - 1 argento (Kazan 2013 a squadre)
  - 1 bronzo (Kazan 2013 nel cavallo con maniglie)

### Giochi olimpici estivi
- 4 medaglie[2]:
  - 2 ori (Singapore 2010 nel cavallo con maniglie; Singapore 2010 nelle parallele simmetriche)
  - 2 argenti (Singapore 2010 nel concorso individuale; Singapore 2010 nel corpo libero)